# Matt Lepsis
Matthew Stanley Lepsis (Conroe, 13 gennaio 1974) è un ex giocatore di football americano statunitense che ha giocato nel ruolo di offensive tackle per tutta la carriera con i Denver Broncos della National Football League (NFL). Al college giocò a football all'Università del Colorado.

## Carriera professionistica
Lepsis firmò coi Denver Broncos dopo non essere stato scelto nel Draft NFL 1997. Coi Broncos nel 1998 vinse il Super Bowl XXXIII superando gli Atlanta Falcons. Nel 2004 non saltò un solo snap offensivo della sua squadra concedendo solo 15 sack, un nuovo record di franchigia che eclissò il precedente primato di 22 sack, stabilito nel 1971.
Nella settimana 7 della stagione 2006 subì un infortunio nella vittoria 17-7 sui Cleveland Browns che gli fece perdere tutto il resto della stagione. Tornato nel 2007, subì un altro grave infortunio che gli fece ancora perdere la stagione. Il 12 febbraio 2008 si ritirò definitivamente.

## Palmarès

### Franchigia
- Super Bowl : 1

Denver Broncos: XXXIII
- American Football Conference Championship: 1

Denver Broncos: 1998

### Individuale
- Formazione ideale del 50º anniversario dei Denver Broncos

## Statistiche
| Partite totali      | 150 |
| Partite da titolare | 133 |
| Fumble recuperati   | 2   |